# Strychnos schultesiana
Strychnos schultesiana là một loài thực vật có hoa trong họ Mã tiền. Loài này được Krukoff miêu tả khoa học đầu tiên năm 1965.